# Бумън
Бумън (на старотюркски:  ) е първият каган на Тюркския каганат, управлявал през 551 – 552 година.

## Биография
Той е син на Туу от рода Ашина, водач на гьоктюрките в северозападната част на държавата Жоужан. Източниците споменават Бумън като тумен, командващ десетхилядно военно подразделение, в жоужанската армия. Още около 546 година той поддържа преки контакти с империята Западна Уей, като по същото време потушава бунт на народа тиелъ срещу Жоужан.
През 551 година Бумън влиза в конфликт с жоужанския каган Юдзиулю Анагуей, обявява се за самостоятелен владетел и сключва съюз със Западна Уей. През следващата година нанася тежко поражение на Анагуей, след което той се самоубива, и обединява в държавата си много от тюрките, подчинени дотогава на Жоужан.
Бумън умира през 552 година и е наследен от сина си Исък, а в западните области остава да управлява брат му Истеми.